# 魔擬鮋
魔擬鮋（学名：Scorpaenopsis neglecta），又名斑鰭石狗公、石獅子、虎魚、石崇、石狗公、沙薑虎、石降、過溝仔、臭頭格仔，为輻鰭魚綱鮋形目鮋亞目鮋科擬鮋屬下的一个种，為熱帶海水魚，分布於印度西太平洋日本至澳洲、新喀里多尼亞海域，棲息深度0-40公尺，體長可達19公分，棲息在大陸棚底層水域，生活習性不明，具有毒性。

## 扩展阅读
- 維基物種上的相關：魔擬鮋